# Pelecanus erythrorhynchos
Pelecanus erythrorhynchos е вид птица от семейство Пеликанови (Pelecanidae).

## Разпространение
Видът е разпространен в Бахамските острови, Гватемала, Доминиканската република, Канада, Кайманови острови, Коста Рика, Куба, Мексико, Никарагуа, Пуерто Рико, Салвадор, САЩ, Търкс и Кайкос и Хаити.